# ノーサンプトンシャー
ノーサンプトンシャー（Northamptonshire, 略称：Northants）はイングランド中部の内陸部にある地域で、ノーサンプトンシャー州 (the county of Northamptonshire、Northamptonshire county) とも呼ばれる。ウォリックシャー州、レスターシャー州、 ラットランド州、ケンブリッジシャー州（ピーターズボローを含む）、ベッドフォードシャー州、バッキンガムシャー州（ミルトンキーンズを含む）と隣接する。リンカンシャー州との境界線は、イングランドで最も短い（19メートル）。州都はノーサンプトンである。
ノーサンプトンシャーは歴史的な建造物と家が多種多様であることからよく「旦那と尖塔（squires and spires）」の州と呼ばれてきた。
ノーサンプトンシャーの花は、キバナノクリンザクラである。

## 地理
ノーサンプトンシャーはイングランド中部地方の高地に位置する。ここにはセヴァーン川とワッシュ川の分水嶺がある。ノーサンプトンシャー北西部に重要な水源地が数箇所あり、そうしたものにニーン川（ワッシュ川に注ぐ）とエイヴォン川（セヴァーン川に注ぐ）がある。1820年代には「他のどこからも流れてこないちっぽけではあっても只一つの小川」と自慢されるところだった。それでもノーサンプトンシャーの最高地点は、225m（738ft）のあまり高くないアーベリーヒルである。
最大都市は人口194,122人のノーサンプトンで、以下ケタリング（85,223人）、ウェリングボロー（48,428人）、コービー（48,025人）、ラッシュデン（25,849人）、ダヴェントリー（22,367人）と続く。ノーサンプトンシャーの人口の殆どは、州中央部を南北に走る地域に集中している。西部と東部は、主として小さな町や村が点在する農村部である。ノーサンプトンシャーは南西から北東に走る細長い州である（ソークオヴピーターズボローを加えるともっと細長い）。

### 主な町
州内の人口1万人以上の町（タウン）は下表の通り。
| 順位 | 町名           | 人口 （2021年） | 旧所属ディストリクト/バラ      |
| ---- | -------------- | --------------- | ------------------------------ |
| 1    | ノーサンプトン | 249,093人       | ノーサンプトン                 |
| 2    | コービー       | 75,571人        | コービー                       |
| 3    | ケタリング     | 63,150人        | ケタリング                     |
| 4    | ウェリングバラ | 56,564人        | ウェリングバラ                 |
| 5    | ラッシュデン   | 31,690人        | イースト・ノーサンプトンシャー |
| 6    | ダベントリー   | 28,123人        | ダベントリー                   |
| 7    | ブラックリー   | 16,159人        | サウス・ノーサンプトンシャー   |
| 8    | トウスター     | 11,524人        | サウス・ノーサンプトンシャー   |

ノーサンプトンシャーは、州内に市（シティ）のないイングランドでも数少ないカウンティのひとつである。かつてはピーターバラがあったが、1965年に新設されたハンティンドン・アンド・ピーターバラのカウンティに移管され、1974年の同カウンティ廃止後はケンブリッジシャーに編入された。

## 歴史
ケルト族が入植する以前から開拓が行われ、古代ローマ帝国期の村落とローマ街道の痕跡が幾つか残っている。最も有名なのは、ワットリング街道が通っていて、今日タウセスターにある「ラクトドルム」と呼ばれるローマ時代の重要な村落があった。他にノーサンプトンにはローン近郊のニーン渓谷沿いにローマ時代の村落があった。
ローマ人が去ると、アングロ・サクソン族のマーシア王国に併合され、ノーサンプトンは統治の中心地としての機能を果たした。9世紀にデーン人（ヴァイキング）に侵略され、簡単に言えばデーンロウに含まれることになったが、後にサクソン族に返還を要求された。
ノーサンプトンシャーはアングロ・サクソン年代記（1011年）に初めてHamtunscireと記録された。Northは更に南にできた有力なHamtun（サウサンプトン）とノーサンプトンを区別するために付け加えられた。
後にロッキンガム城がウィリアム征服王のために作られ、エリザベス朝（エリザベス1世）まで王国の要塞に使われた。跡地のフォサリングヘイ城は、メアリー1世が処刑される前に収監されていた所である。
バラ戦争中の1460年、ノーサンプトンの戦いが行われ、ヘンリー6世が捕えられた。
清教徒革命のときはノーサンプトンシャーは議会派を強く支持し、王党派はノーサンプトンシャー北部で1645年にネイズビーの戦いで壊滅的な敗北を喫した。チャールズ1世は後にホールデンビーに幽閉された。
18世紀と19世紀は、ノーサンプトンシャーの各地で工業化が進んだ。ノーサンプトンと周辺地域は、大規模な靴製造業と革製品製造業ができ、19世紀末には間違いなく靴の製造において世界の中心であった。北部は大規模な鉄鉱石採掘が発展した。20世紀（1930年代）、コービーは製鉄業の大中心地として作られた。それでもノーサンプトンシャーには農村地帯が広く残っている。
第二次世界大戦後、南ミッドランド地区の開発が求められ、コービーは1950年、ノーサンプトンは1966年にニュータウン法によるニュータウンとして指定された。この結果、両市とその周辺は大きく成長することとなった。

## 行政
ウェスト・ノーサンプトンシャーとノース・ノーサンプトンシャーのふたつの単一自治体からなる。かつてはほかの大部分のカウンティと同様に、7つのディストリクト（コービー、ダヴェントリー、イースト・ノーサンプシャー、ケタリング、ノーサンプトン、サウス・ノーサンプトン、ウェリングバラ）からなる二層制の行政構造であったが、社会保障費の増大などによって2018年にカウンティ・カウンシルが財政破綻を宣言。その後、住宅・コミュニティ・地方自治省の独立報告書でノーサンプトンシャーにおける地方行政の構造的な改革が提起され、2021年4月1日をもってカウンティ・カウンシルと各ディストリクト・カウンシルが廃止され、ふたつの単一自治体に再編された。ウェスト・ノーサンプトンシャーがかつてのダヴェントリー、ノーサンプトン、サウス・ノーサンプトンシャーを、ノース・ノーサンプトンシャーがかつてのイースト・ノーサンプトンシャー、コービー、ケタリング、ウェリングバラをそれぞれ管轄する。

## 交通
ワットフォード峡谷の丘にある峡谷は、ノーサンプトンシャーを通って南東から北西に走っていた。ローマ街道（ワットリング街道）は（現在A5の一部になっている）ここを通っていて、後年運河と鉄道、主要道になった。

### 道路
M1高速道路とA14のような主要道により東西南北の交通にノーサンプトンシャーでは役立っている。嘗てコービーの製鋼所街だった地域は、現在広大な倉庫業と流通業の中心地になっている。

### 川と運河

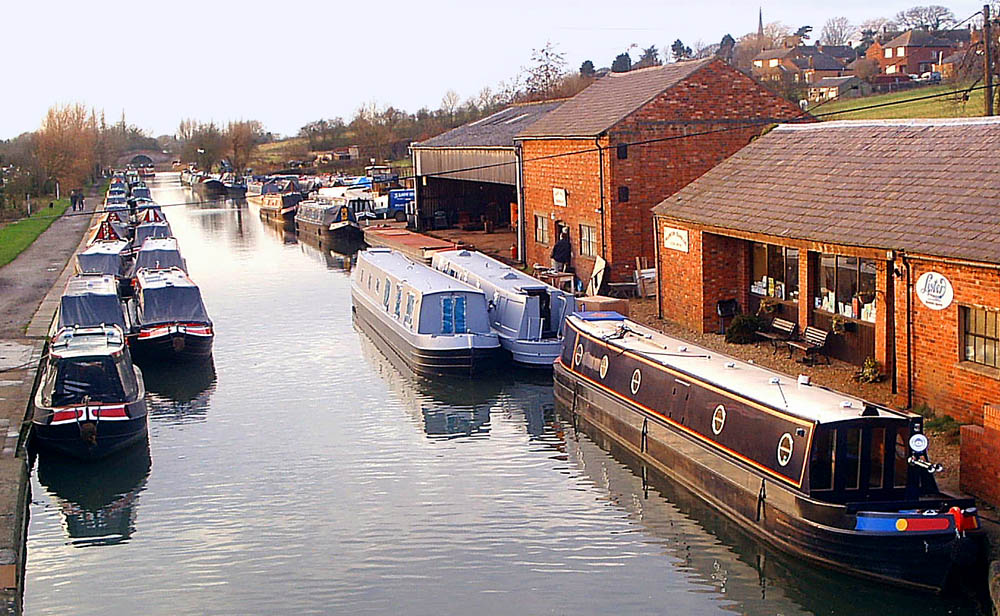
グランドユニオン運河（ブローストンにて）

主要な運河はオックスフォード運河とグランドユニオン運河の2つで、ブローストンでノーサンプトンシャーに流れ込んでいる。特徴としてはロザースソープに17ある水門の開閉、ストークブルアーンの運河博物館、ブリスワースの3076ヤード（2313m）とイギリスの航行可能な運河で三番目に長いトンネルが知られている。
グランドユニオン運河の支流は、ノーサンプトンでニーン川に流れ込んでいて、ところどころ拡幅されており、「ニーン航路」として知られている。ギロチン水門で有名である。

### 鉄道

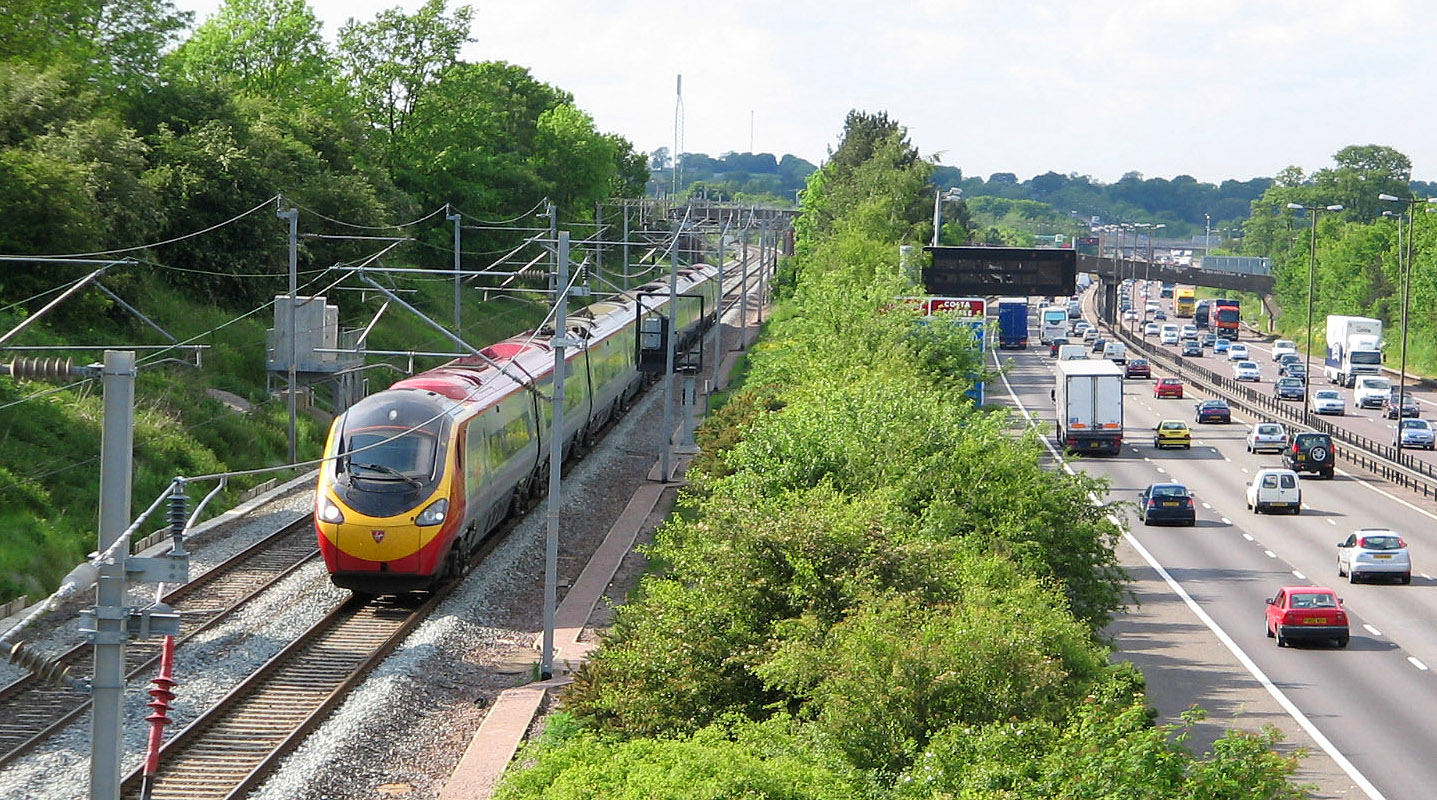
ダヴェントリー付近でM1高速道路と並んで走るヴァージン・トレインズ・ウェスト・コーストの列車

2つの幹線鉄道（ウェスト・コースト本線とミッドランド本線）がノーサンプトンシャーを横切っている。国有化直前の1948年には、イギリスの四大鉄道会社のうちSRを除く3社（LMS、LNER、GWR）が営業しており、75の駅が存在した。2020年現在は駅はウェスト・コースト本線のノーサンプトン駅とロングバックビー駅、ミッドランド本線のケタリング駅、ウェリングボロー駅、コービー駅（支線）、チルターン本線のキングズサットン駅（オックスフォードシャーとの州境とは数メートルの位置にある）の6つのみとなっており、列車はアヴァンティ・ウェスト・コースト、ウェスト・ミッドランズ・トレインズ、イースト・ミッドランズ・レールウェイ、チルターン・レールウェイズの4社によって運行される。
コービー駅は2009年に再開業したものであり、コービーはそれまでイギリス最大の鉄道駅のない街とされていた。ケタリングとラトランドのオーカムをつなぐ路線がコービーを通過していたが、1966年にコービー駅が廃止されてからは貨物列車と時折経路を変更された旅客列車が走るのみであった。この路線はかつてメルトン・マウブレーを経由してノッティンガムまでを結んでいたが、メルトン・マウブレー以遠は1968年に廃止された。1980年代にはコービー - ケタリング間でシャトル列車を運行する実験が行われていたが、失敗に終わっている。再開業によってセント・パンクラス駅への直通列車が走るようになり、ロンドンと直結した。
ノーサンプトンシャーは1960年代のビーチング・アックスにより大きな打撃を受けた。廃止されたもので最も知られているものにノーサンプトンからウェリングボロー、スラプストン、アウンドルを経由してピーターバラに至る線がある。この路線の廃止によりノーサンプトンシャー東部には鉄道がなくなったが、のちに一部区間が保存鉄道のネーン・ヴァレー鉄道として再開し、西端のヤーウェル・ジャンクション駅はノーサンプトンシャーに所在する。ノーサンプトン駅とマーケットハーボローを結ぶ線もまた廃止された路線の一つであり、この路線の廃線跡はブランプトン・ヴァレー・ウェイとして国立サイクリングネットワークに含まれているほか、ノーサンプトン・アンド・ランポート鉄道として保存鉄道化されている区間もある。
1897年に誕生したグレート・セントラル鉄道はノーサンプトンシャーを貫いてロンドン、そしてドーバー海峡を越えてフランスへと直通する計画を持っていた。英仏海峡トンネルの開業はおよそ100年後の1994年まで待たなければならなかったが、ロンドンへのグレート・セントラル本線は1899年に完成し、チャーウェルトン、ウッドフォードホールス、ヘルムドン、ブラックリーの4つの駅が設けられた。この路線は1923年のLNERへの統合と1948年の国有化を経て、1966年に廃止された。

## 産業
伝統的に皮革産業、製靴産業が盛んである。エドワード・グリーン、チャーチ (靴)、ジョン・ロブ、ドクターマーチンなど、ノーサンプトンシャー発祥であったり、あるいは現在工場を持つなどする靴メーカーが多数ある。

## 報道機関
ノーサンプトンシャーにはBBCのラジオ局BBCラジオノーサンプトン局があり、2つのFM周波数（南部と西部向けの（ノーサンプトンとその周辺を含む）104.2MHzと北部向けの（ケタリングとコービーを含む）103.6MHzで放送している。商業ラジオ局は3つある。ノーサンズ96（96.6MHz FM）はG Capメディアグループで、同時にAM局Classic Gold（1557kHz）も全国ネットの傘下にいる。旧ケタリング・コービー放送（KCBC）は最終的にFMの107.4MHzに移る前は元々AMの1530kHz（後に1584kHz）で放送していた。スタジオとFM周波数は、ウェリングボローに本社があり97.2MHzと107.4MHzで放送しているConnect FMと合併した今も使っている。
全国的なDABも、ノーサンプトンシャーで受信できるが、受信地域は限られている。2005年現在DAB放送局の多重放送は、まだ行われていない。
ノーサンプトンシャーのラジオ放送とテレビ放送の範囲は、通常中部地区東部に含まれていないとされ、例外的にBBC東部地区とITV (イギリス)系列のアングリアテレビの（後者はノーサンプトンのアビントン通りのBBCラジオノーサンプトン局の近くにスタジオがある）放送地域に含まれるイースト・アングリアと関連があると見られている。上記の放送は、サンディーヒース中継所から発信されている。

## スポーツ
ノーサンプトンシャーを本拠地に置くクラブに、ノーサンプトン・タウン、ラシュデン＆ダイアモンズ、ケタリング・タウンなどがあり、2008-2009シーズンはノーサンプトン・タウンはリーグ2（4部相当）に、ラシュデン＆ダイアモンズとケタリング・タウンはカンファレンス・ナショナル（5部相当）にそれぞれ所属している。
ノーサンプトンシャーは更に多くのラグビーチームが活躍していて、ノーサンプトンセインツはプレミアシップ（最高位のリーグ）に所属している。ノーサンプトンシャー州クリケットクラブは現在チャンピオンシップの第2部にいる。
シルバーストーンには自動車レース場であるシルバーストン・サーキットがあり、イギリスグランプリで有名である。
コービーのロッキンガムスピードウェイは、アメリカ合衆国式の楕円形のサーキット（アメリカ合衆国以外では最大）で、あらゆる自動車レースに幅広く使われている。

## 名所
| - ダーンゲート78番地 - オルソープ - バーンウェルメーナー - ビリングアクアドーム - ボローヒルダヴェントリー（鉄器時代の砦） - ブートンハウス（バクルー公の邸宅） - ビズワーストンネル - ブラックリー町 - ブランプトン渓谷道（嘗て鉄道路線だった線状の公園） - バーグリーハウス（ソークオヴピーターズボロー（旧ノーサンツ）） - キャノンズアッシュビーハウス - キャッスルアッシュビー（ノーサンプトン侯の邸宅） - コートン村 - コッツブルックホール - ダヴェントリー田園公園 - ディーン公園 - ドラプレアビー修道院 - イーストンネストン - エルトンホール - フォザリンゲイ村 - ゲディントン村's エリーナークロス - ホールデンビーハウス - アーチェスター田園公園 - ジュラ道（長距離の遊歩道） | - ケルマーシュ会館 - カービーホール - ランパートホール - リヴデンニュービールド（ナショナル・トラスト） - ピッツフォード遊水地 - プレッドベンダルメーナーハウス - ネーズビー平野 - ノーサンプトン大聖堂 - ノーサンプトン・ランパート鉄道 - ノーサンプトン鉄鉱石鉄道 - ロッキンガム城 - ロッキンガムの森 - ロッキンガムスピードウェイ - ラッシュトン三角ロッジ - ソルシーの森 - シルバーストン・サーキット - サウスウィックホール - ストークブルーアン運河博物館 - サルグレーヴメーナー - シレシャム村 - ワットフォード水門 - ホイットルウッドの森 - ウィックスティード公園 |

## 年間行事
- シルヴァーストーンの自動車競技大会
- バーグリー馬術競技
- クリックボートショー
- ホロウェル村 トラクションエンジン競技
- ノーサンプトン気球祭
- ロスウェル祭
- 聖クリスピン通り祭

## 大学（学寮）
- フレトンハウス
- グレンドンホール
- ナストンホール
- ムールトン学寮（農業大学）
- トレシャム学寮
- ノーサンプトン大学学寮